# سلمان تيسير
سلمان تيسير (بالأردية:سلمان تاثیر) ‏(31 مايو 1944 - 4 يناير 2011) هو سياسي باكستاني، شغل منصب حاكم إقليم البنجاب الثامن والعشرين، وكان سجيناً سياسياً في سابق. ويُعتبر أحد حلفاء بينظير بوتو. تم اغتياله من قِبل حارسه الشخصي ممتاز قادري بعد إطلاقه 26 طلقة عليه في أحد مقاهي إسلام أباد في بداية سنة 2011، وذلك نتيجة اعتراضه على قانون التجديف (ازدراء الأديان) الباكستاني بعد حادثة آسيا بيبي التي شغلت باكستان. واعتُبر قاتل سلمان بطلاً شعبياً في باكستان.
كان أحد أبرز السياسيين في باكستان وعلى علاقة قوية بعاصف علي زارداري الذي كان رئيساً للبلاد في ذلك الوقت. اشتهر بانتقاداته العلنية لقوانين ازدراء الأديان الصارمة في البلاد، قائلاً إن تلك القوانين تُميز بين الأقليات الدينية وطالب بإصلاحات في مجال الحريات. وطالب بالعفو عن آسيا بيبي وهي امرأة مسيحية حكم عليها بالإعدام عام 2010 بتهمة إهانة النبي محمد.

## وصلات خارجية
- الموقع الرسمي
- Salmaan Taseer at فايند اغريف
- Salmaan Taseer at فليكر

```
at Twitter
```

- قناة Salmaan Taseer  على يوتيوب